# مرسدس ریچاردز
مرسدس ریچاردز (انگلیسی: Mercedes Richards; ۱۴ مهٔ ۱۹۵۵  – ۳ فوریهٔ ۲۰۱۶ ) دانشمند در زمینه اخترشناسی اهل جامائیکا بود.